# Sint Hubert

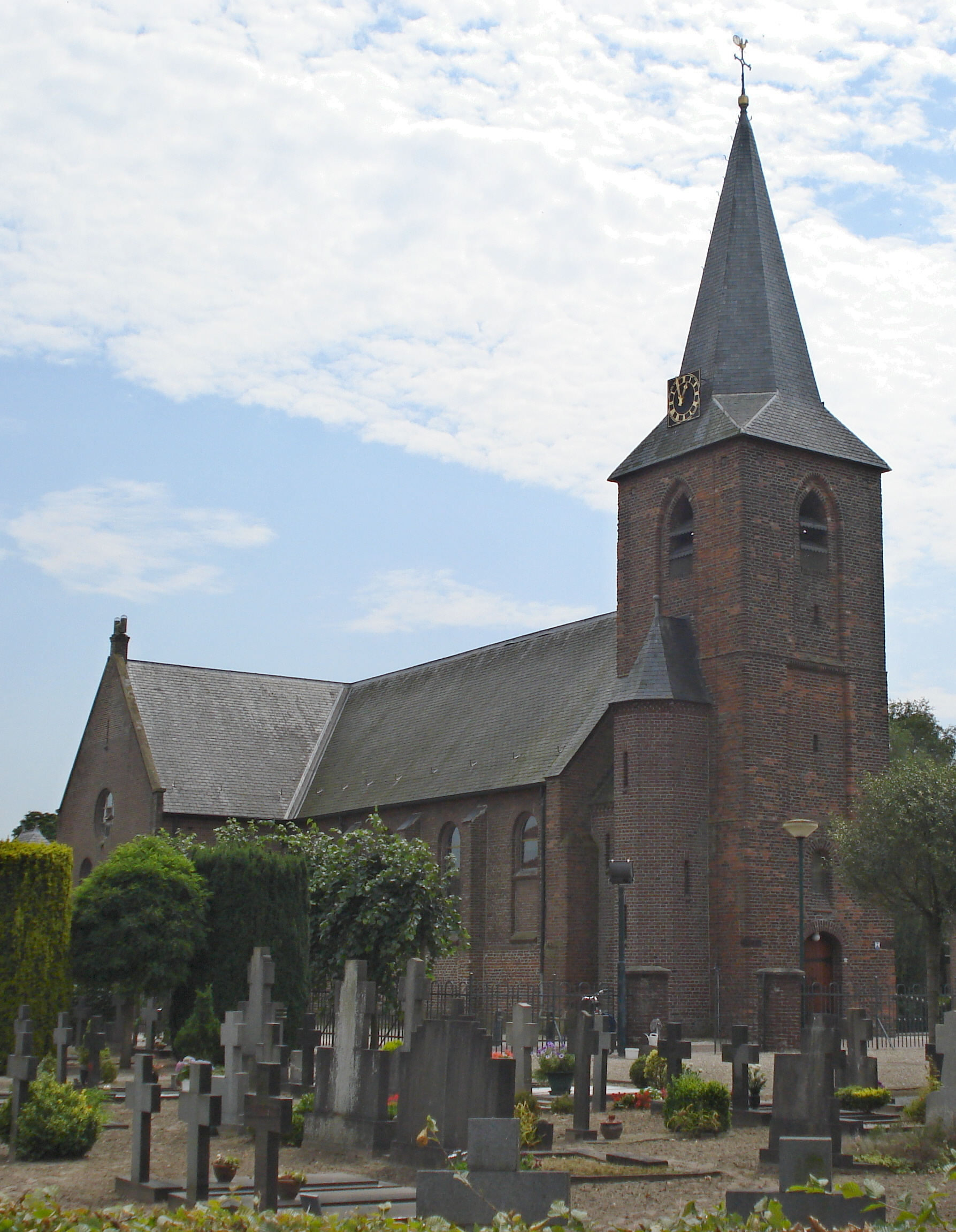
Sint Hubert, église gothique, 15e

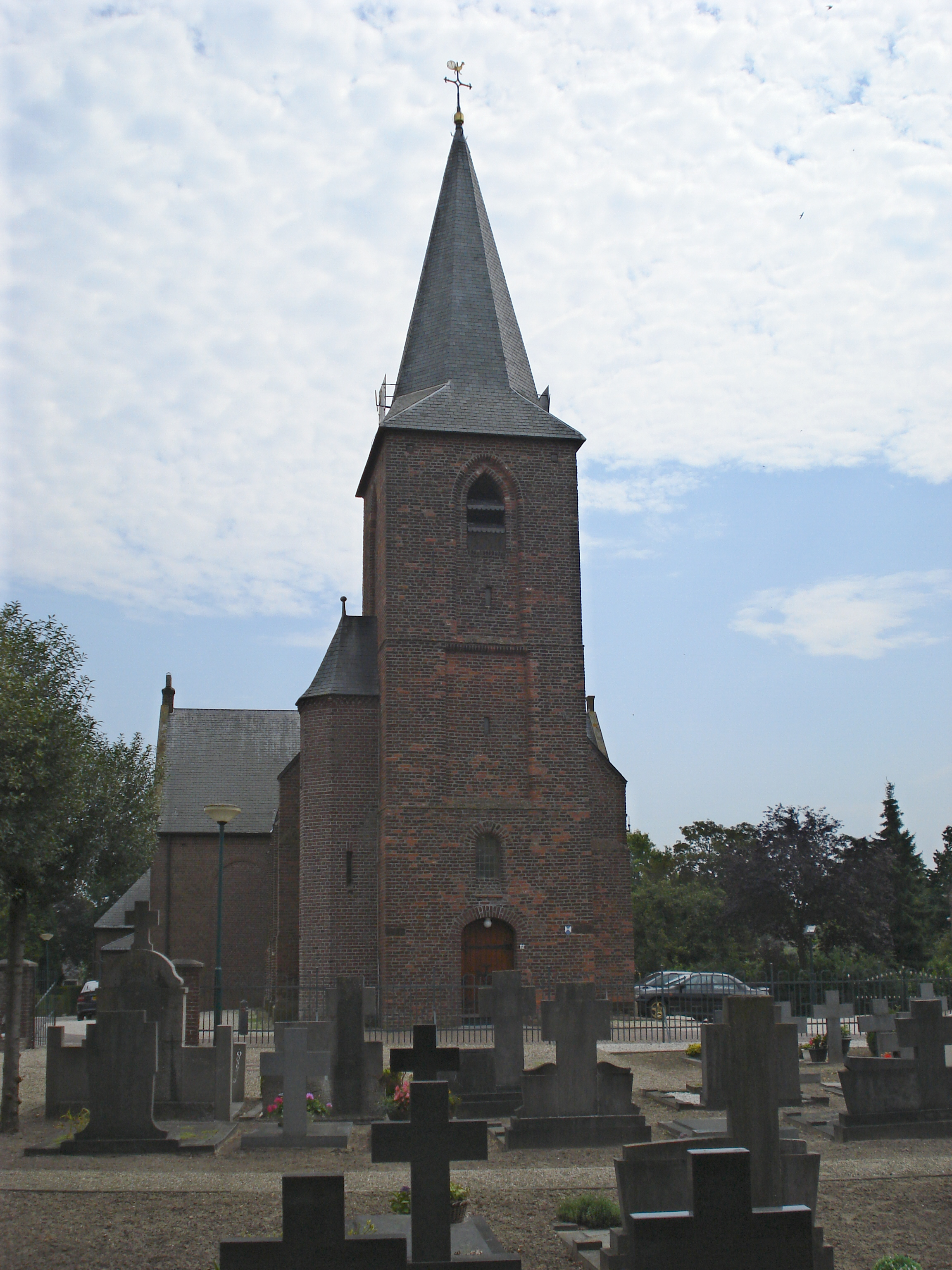
Sint Hubert, tour gothique de l'église, 15e, et bras transversal, 1934

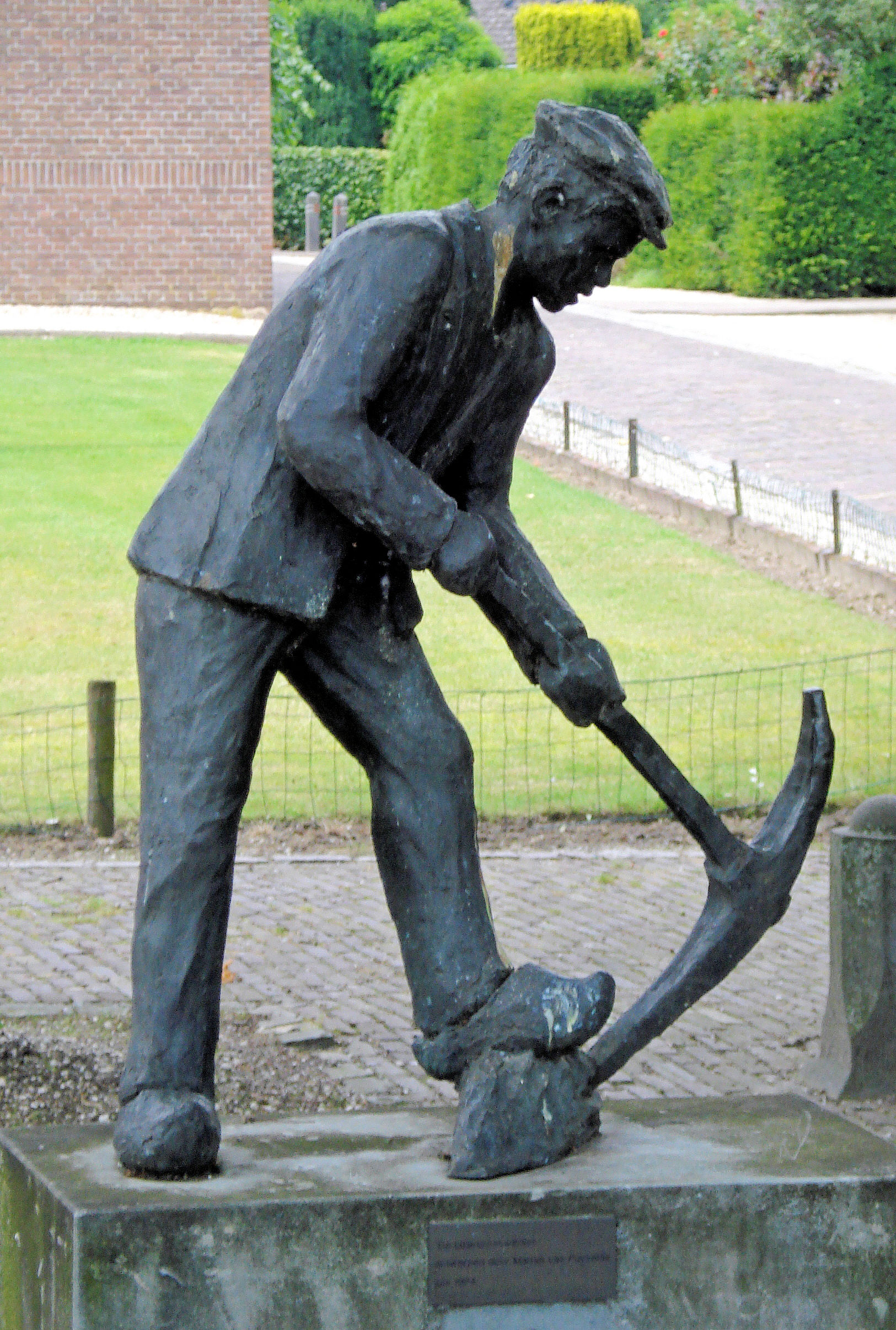
Sint Hubert, 'de ijzerbroekwerker', le travailleur du marais de fer, Marian van Puyvelde, 1994

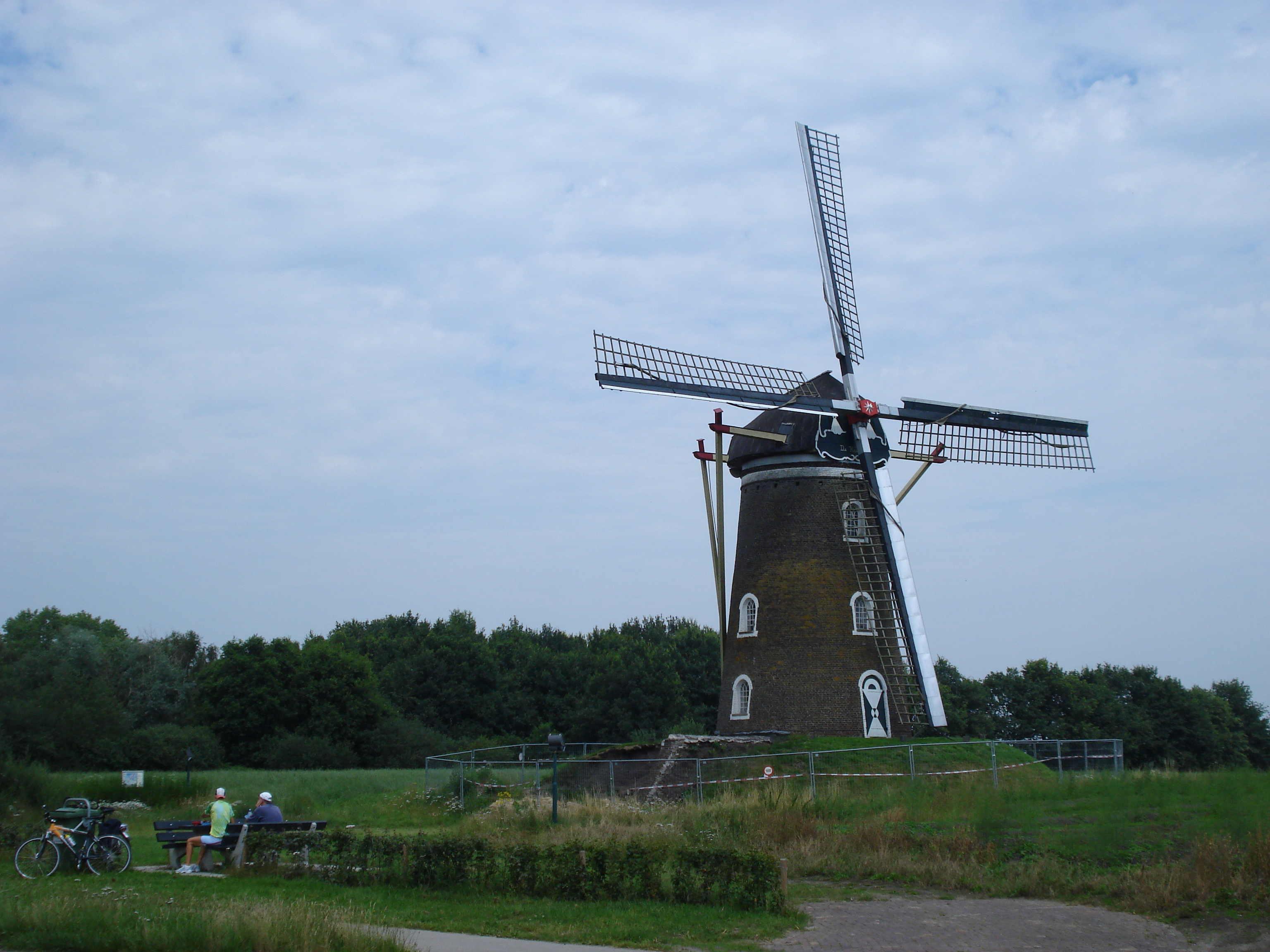
Sint Hubert, Heimolen, 1877

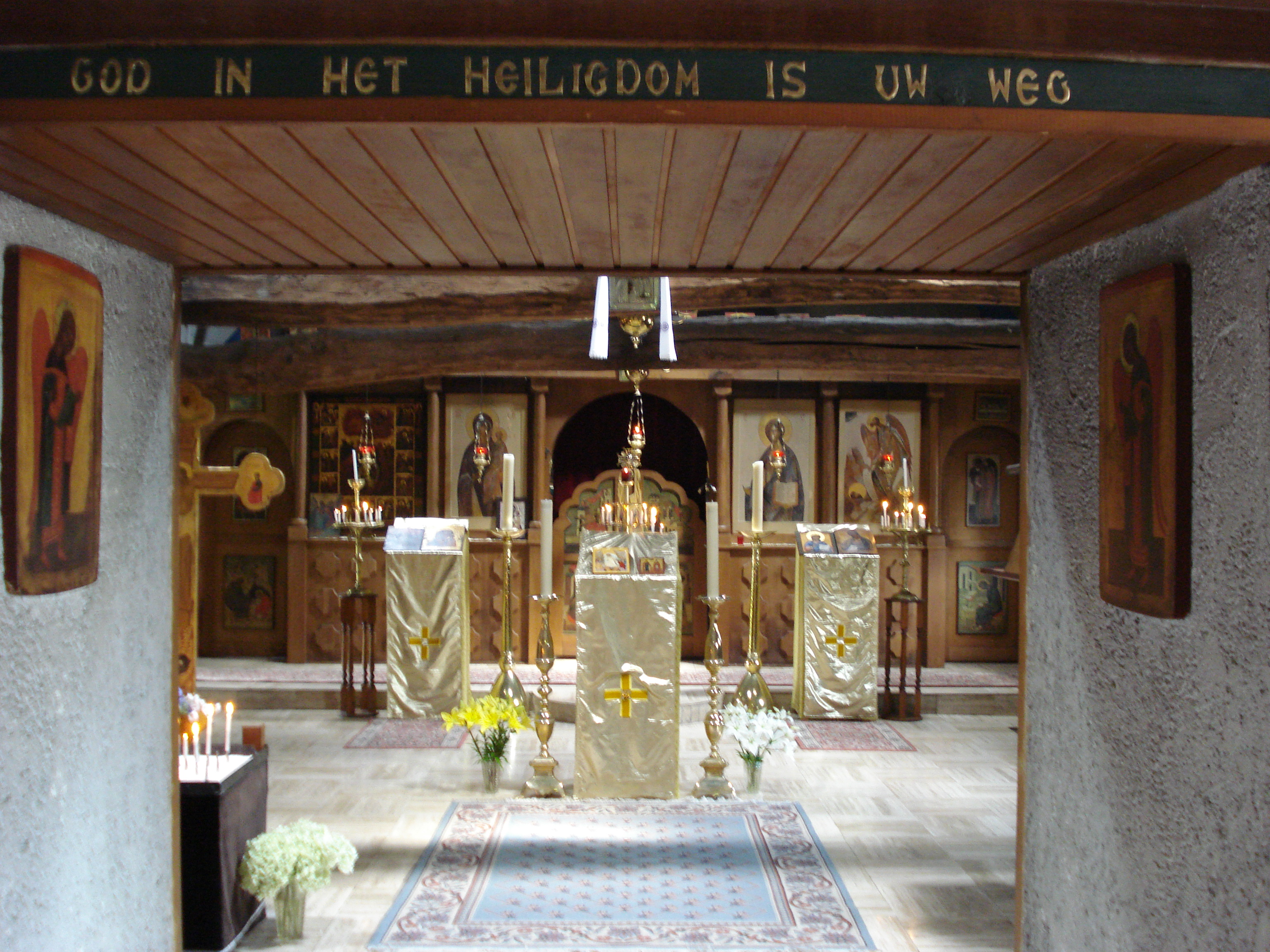
Sint Hubert, église et monastère Orthodoxe Russe, intérieur

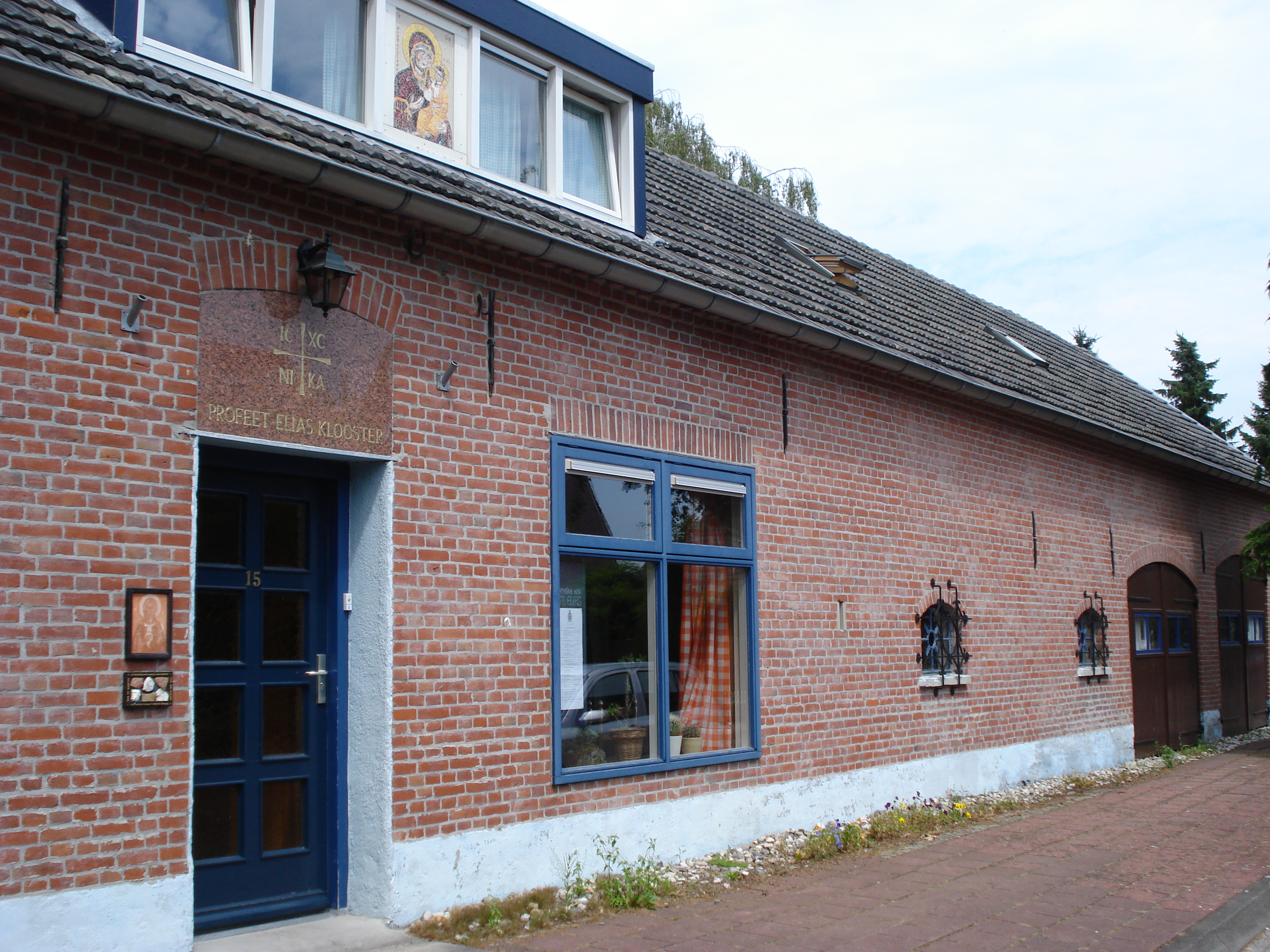
Sint Hubert, monastère Orthodoxe Russe du prophète Élie, extérieur

Sint Hubert est une localité de la commune néerlandaise de Mill en Sint Hubert de la province du Brabant-Septentrional situé au nord-est de la région naturelle du Peel. Le 1er janvier 2007, le village compte 1 607 habitants.

## Histoire
Dès l'époque romaine, Sint Hubert a été un terrain de chasse et le village porte le nom du saint patron de la chasse. Situé dans le Pays de Cuijk, la localité peu peuplée était considérée pendant des siècles comme un hameau de Wanroy. Au XIVe siècle, Wanroy, Mill et Sint Hubert avaient un seul collège d'échevins (schepenbank) pour la basse justice, Cuijk ayant la haute justice. Jusqu'à la période française, les trois villages sont restés unis. Vers 1810 à la formation des communes des Pays-Bas, Wanroy choisit l'indépendance communale, tandis que Sint Hubert reste fidèle à Mill en formant la commune de Mill en Sint Hubert.

## L'église, la paroisse
La chapelle, plus tard église Saint Hubert de Sint Hubert date du XVe siècle et était une dépendance de la paroisse de Mill. Le bâtiment de style gothique est d'une simplicité élégante. La tour de trois étages est authentiquement XVe. La nef sans bas-côtés est du XVIe siècle ; de cette période date aussi la statue de Sainte Catherine, martyre de l'empereur Maxence. Les murs sont divisés par des contreforts en quatre travées avec des fenêtres en plein cintre d'un caractère archaïque.

La chaire avec ces bas-reliefs et le confessionnal sont du XVIIIe siècle.
De 1648 à la période française, l'église est saisie par les protestants, même si le village reste catholique. Le bâtiment sert pour stocker des tourbes. In 1745 on construit à Mill une grange-église pour les habitants de Mill et de Sint Hubert. Cette grange-église est utilisée jusqu'à 1825.
Pendant l'invasion française Sint Hubert devient paroisse indépendante. L'église devient paroissiale et subit quelques changements; on place plusieurs statues de saints datant de la fin du XVIIIe siècle : Saint Jacques le Majeur, Saint Hubert, sainte Barbe. En 1825 la nef est pourvue d'une voûte en tonneau revêtue de stuc.
En 1934 l'église est agrandie avec un bras transversal et un chevet. À cette occasion on a placé les vitraux actuels et les peintures.
Depuis 2004, la paroisse est un des 5 partenaires de l'unité pastorale de Mill.

## Marais ferrugineux
Le site de Sint Hubert jouit d'un phénomène géologique assez particulier. À la suite d'une faille du terrain, l'eau ferrugineuse du Peel sort à cet endroit dans un marais, formant des dépôts de pierre ferrugineuse. Cette pierre est utilisée entre autres pour les fondations de l'église et dans le portail de la tour. Jusqu'à la fin du XIXe siècle le marais a été exploité comme une mine de fer à ciel découvert. En souvenir de cet épisode on a érigé près de l'église la statue du IJzerbroekwerker ((fr): Travailleur du marais de fer).

## Moulin
Autrefois, Sint Hubert possédait deux moulins de blé à vent. Le Korenaar, (fr) blé-moulant, construit en 1880 au centre du village, a été transféré en 1951 vers l'ouest des Pays-Bas et reconstruit. Le Heimolen, (fr) moulin de la lande, construit en 1877 dans la lande à 1 km à l'ouest du village. Il a été construit par le meunier du Hamse molen à Wanroy avec l'aide du curé de Altforst. Pour ce moulin, on a utilisé les restes d'un moulin plus vieux, qui se trouvait au lieu-dit Molengat, (fr) Trou du moulin, à mi-chemin entre Sint Hubert et Mill. Le moulin se trouve juste sur le bord du Peelhorst. C'est un moulin à tertre, le tertre de terre autour du rez-de-chaussée permet au meunier d'entretenir les ailes.

## Monastère Orthodoxe Russe
Depuis plusieurs années un petit monastère de l'église Orthodoxe Russe est installé dans une ancienne ferme à Sint Hubert. Ce monastère du prophète Élie et la paroisse du même nom sont sous la juridiction de l'archevêché de Paris et de l'Europe de l'Ouest, rue Daru à Paris.
Dans le monastère se trouve une petite église Orthodoxe Russe, richement décoré. L'église est accessible aux visiteurs.